# Карпогоры
Карпого́ры — село в Архангельской области России. Административный центр Пинежского района и Карпогорского сельского поселения.
С 1929 года по 1959 год — райцентр Карпогорского района. Основано в XVII веке.

## География
Село расположено на правом берегу реки Пинега (приток Северной Двины) в 212 км от Архангельска по железной дороге.

## Население
| 1959  | 1970  | 1979  | 1989  | 2002  | 2010  | 2012  |
| ----- | ----- | ----- | ----- | ----- | ----- | ----- |
| 2222  | ↗3193 | ↗4366 | ↗5335 | ↘4617 | ↘4443 | ↗4667 |
| 2021  |       |       |       |       |       |       |
| ↘3404 |       |       |       |       |       |       |

## Инфраструктура
Автомобильная дорога «Архангельск — Карпогоры» действует круглый год, но весной и после продолжительных дождей пригодна только для движения автомобилей повышенной проходимости. На дороге два пересечения с рекой Пинега. На одном из них (у посёлка Ясный) иногда действует понтонный мост, а если проезд по понтонному мосту затруднён, то работает паромная переправа, на другом (у посёлка Белогорский) — понтонный мост, также есть паромная переправа около деревни Немнюга.
Имеется автодорога на Сыктывкар в плохом состоянии, в распутицу труднопроходима.
Пинежский леспромхоз входит в состав Устьянского лесозаготовительного комплекса. К 2023 году Группа компаний «УЛК» планирует переместить производство с площадки бывшего Соломбальского ЛДК (Архангельск) в Карпогоры.
Железнодорожная станция Карпогоры-Пассажирские Архангельского отделения Северной железной дороги, находится на расстоянии 3 километров от центра села. Станция является конечным пунктом железнодорожной линии «Архангельск — Карпогоры» (принадлежит ОАО «РЖД») и начальным пунктом временной ведомственной Мезенской железной дороги. В перспективе от станции Карпогоры-Пассажирские будет построена линия на Вендингу в Республике Коми (часть проектируемой железной дороги «Белкомур»).
Действует небольшой аэропорт для санитарной авиации в экстренных случаях.
В Карпогорах имеется ГБУЗ «Карпогорская центральная районная больница», Карпогорская средняя школа, Пинежский филиал НОУ СПО «Региональный Техникум экономики, права и менеджмента», Центральная районная библиотека имени Фёдора Абрамова, Карпогорский районный Дом народного творчества с выставочным залом. Действуют две гостиницы, сотовая связь операторов «МегаФон», «Билайн», «МТС» и «Теле2».
Карпогоры — административный, культурный, образовательный центр Пинежского района. Село динамично развивается. Ведётся большое строительство индивидуального жилья.
Планировалось строительство лесозавода и ЦБК.

## Радио
- 67,76 Радио России/Радио Поморье
- 68,84 ЮFM ПЛАН

## Русская православная церковь
В состав Карпогорского прихода входили две деревни: одна — Карпогорское село (при церкви), а другая — в 60 верстах по реке Юле. Жителей к 01.01.1895 — 216 мужчин и 214 женщин.
О времени образования прихода неизвестно. Известно только, что первая церковь деревянная двухпрестолная — во имя Воскресения Христова и св. ап. Петра и Павла, шатровая, стоявшая на самом берегу Пинеги, сгорела 22 декабря 1741 года.
Новая церковь Воскресения Христова была построена и освящена 3 марта 1745 года. В 1874 году к ней был пристроен храм в честь св. ап. Петра и Павла. Колокольня в верхней части восьмиугольная с таким же шатром, в нижней — четырёхугольная.
Для обучения детей в 1875 г. открыто училище с ремесленным (сапожным) отделением, где в 1893—1894 учебном году обучалось 58 мальчиков и 10 девочек.

## Известные люди
Фёдор Александрович Абрамов — в 1933—1938 гг. жил в Карпогорах и учился в средней школе. В 2021 году на центральной площади села, носящей его имя, писателю открыт памятник.